# Mostar
Mostar o Móstar es una ciudad de Bosnia-Herzegovina, la más importante de Herzegovina, en el centro del cantón de Herzegovina-Neretva. Está situada a orillas del río Neretva y es la quinta ciudad más grande del país. Mostar recibe el nombre de su famoso puente, el Stari Most ('Puente Viejo') y por los guardianes que cobraban el pasaje, llamados mostari. El puente fue destruido por unidades del Consejo Croata de Defensa durante la guerra de Bosnia, el 9 de noviembre de 1993 a las 10:15 horas. Slobodan Praljak, el comandante de las fuerzas croatas, fue juzgado por el Tribunal Penal Internacional para la ex Yugoslavia (TPIY) por ordenar su destrucción y otros cargos.

## Historia
Los asentamientos humanos en el río Neretva, entre el monte Hum y el monte Velež, han existido desde la prehistoria, como atestiguan los descubrimientos de enceintes fortificados y cementerios. La evidencia de la ocupación romana fue descubierta debajo de la actual ciudad.

### Edad Media
En cuanto a la Edad Media en Mostar, a pesar de que las basílicas cristianas de la antigüedad tardía se mantuvieron en uso, son pocas las fuentes históricas que fueron preservadas y no se sabe mucho acerca de este período. El nombre de Mostar fue mencionado por primera vez en un documento que data de 1474, tomando su nombre del puente de los guardadores (mostari), lo que se refiere a la existencia de un puente de madera del mercado en el margen izquierdo del río, que fue utilizado por los comerciantes, soldados y otros viajeros. Durante este tiempo también fue sede de un kadiluk (distrito con un juez regional). Ya que Mostar estaba en la ruta comercial entre el Adriático y las regiones ricas en minerales de Bosnia central, el establecimiento comenzó a extenderse al margen derecho del río.

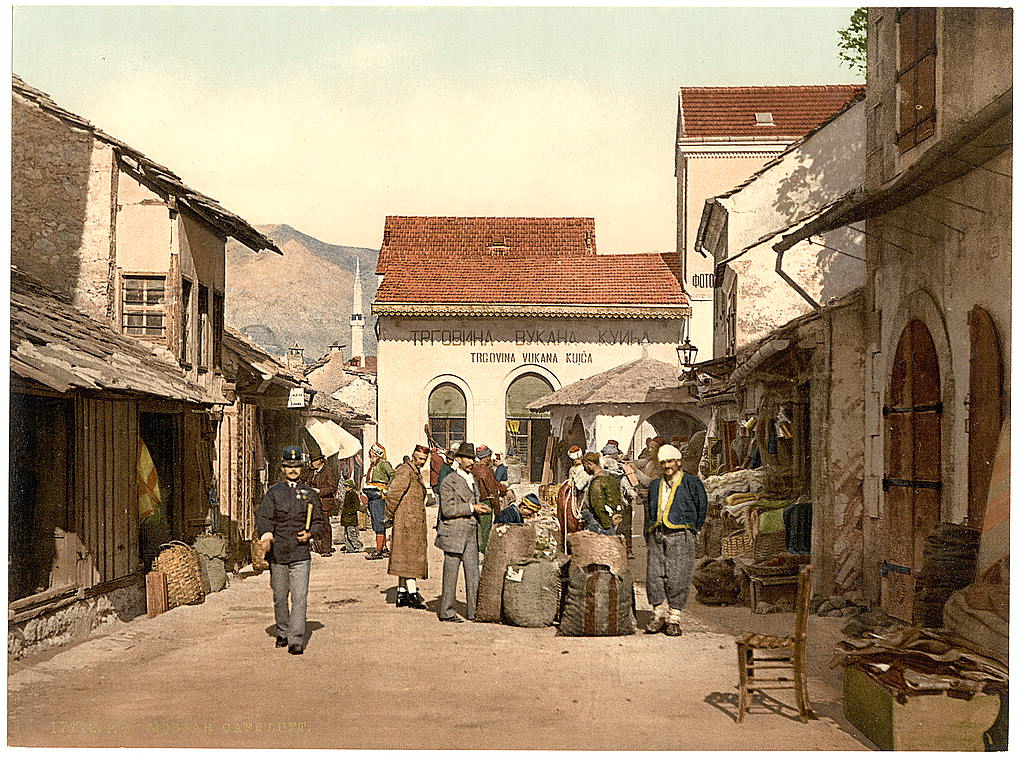
Mostar en una imagen de 1900.

Sin embargo, antes de 1474 los nombres de dos ciudades aparecen en las fuentes históricas medievales, junto con sus territorios y propiedades medievales posteriores: las localidades de Nebojša y Cimski grad. En el siglo XV, el tardío condado medieval de Večenike cubrió el sitio del Mostar actual a lo largo del margen derecho del Neretva: Zahum, Cim, Ilići, Hraštani y Vojno. Fue en el centro de esta zona, que en 1408 pertenecía a la de Radivojević, que el fuerte de Cim fue construido (antes de 1443). Mostar está indirectamente mencionado en una carta del rey Alfonso V de Aragón que data de 1454, como Pons (puente), por un puente que ya se había construido allí. Antes de 1444, el fuerte Nebojša fue construido en la orilla izquierda del Neretva, que pertenecía al condado de Večenike o Večerić. La primera referencia documental a Mostar tiene fecha de 3 de abril de 1452, cuando los nativos de Dubrovnik escribieron a sus compatriotas en el servicio de Đorđe Branković para decir que Vladislav Hercegović se había vuelto contra su padre y ocuparon la ciudad que se llama Blagaj y otros lugares, entre ellos Duo Castelli al Ponte de Neretua.

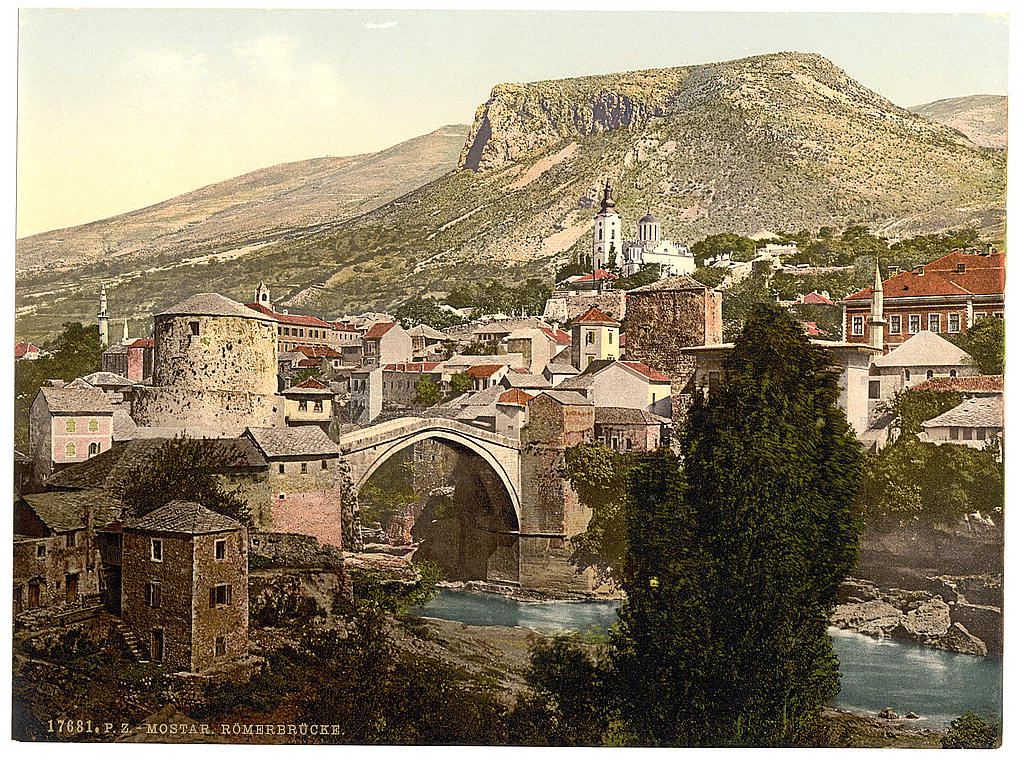
Panorama de la ciudad entre 1890 y 1900.

En 1468 Mostar quedó bajo el dominio otomano y comenzó la urbanización del asentamiento. Siguiendo la regla no escrita oriental, la ciudad fue organizada en dos áreas distintas: čaršija, el centro comercial y artesanal del asentamiento, y el mahala o zona residencial. En 1468 adquirió el nombre de Köprühisar, que significa "fortaleza en el puente", en el centro de lo que era un grupo de quince casas.
La ciudad fue fortificada entre los años 1520 y 1566, y el puente de madera fue reconstruido en piedra. El puente de piedra, el Stari Most ("puente viejo"), fue erigido en 1566 bajo las órdenes del gobernante otomano Suleiman el Magnífico. Más tarde convertido en símbolo de la ciudad, el Stari Most es una de las estructuras más importantes de la época otomana y fue diseñado por Mimar Hayrettin, un alumno del famoso arquitecto otomano Mimar Sinan. A finales del siglo XVI, Mostar fue la principal ciudad administrativa del Imperio otomano en la región de Herzegovina.
El Stari Most contaba con 28 metros de longitud y 20 metros de alto, y rápidamente se convirtió en una maravilla de su tiempo. El famoso viajero Evliya Çelebi escribió en el siglo XVII: "el puente es como un arco iris volando hacia el cielo, que se extiende desde un acantilado a otro. Yo, un pobre y miserable esclavo de Alá, habiendo pasado por 16 países, nunca ví un puente tan alto. Está tirado de roca en roca tan alto como el cielo".

### SigloXIX-XX
El Imperio austrohúngaro absorbió Mostar en 1878 y gobernó allí hasta después de la Primera Guerra Mundial en 1918. La primera iglesia en la ciudad de Mostar, una de la Iglesia ortodoxa serbia, fue construida en 1834 durante la dominación turca. En 1881 la ciudad se convirtió en la sede de la diócesis de Mostar-Duvno y en 1939, se convirtió en una parte del Banato de Croacia. Durante la Segunda Guerra Mundial, Mostar fue también una ciudad importante en el Estado fascista Independiente de Croacia.
Después de la Segunda Guerra Mundial, Mostar desarrolló una producción de plásticos (fundamentalmente utilizado en los asientos del inodoro), tabaco, bauxita, vino, aeronaves y productos de aluminio. Varias presas (Grabovica, Salakovac, Mostar) fueron construidos en la región para aprovechar la energía hidroeléctrica del río Neretva. La ciudad era un importante centro industrial y turístico y prosperó económicamente durante el tiempo de la República Socialista Federal de Yugoslavia.

### Guerra de Bosnia
Entre 1992 y 1993, después de que Bosnia y Herzegovina declarase su independencia de Yugoslavia, la ciudad fue objeto de un asedio de 18 meses. El Ejército Popular Yugoslavo (JNA) en primer lugar bombardeó Mostar el 3 de abril de 1992 y durante la siguiente semana estableció gradualmente el control sobre una gran parte de la ciudad. El 12 de junio de 1992, el Consejo de Defensa Croata (HVO) y el 4.º Cuerpo del Ejército de la República de Bosnia y Herzegovina (ARBiH) (que fue uno de los cinco cuerpos que más tarde serían siete formados en 1992) en una acción conjunta acumularon suficiente fuerza como para forzar al Ejército Popular Yugoslavo de Mostar, quien respondió con bombardeos. Entre los monumentos destruidos estaban un monasterio franciscano, la catedral católica y el palacio del obispo (con una biblioteca de 50 000 libros), una serie de instituciones seculares, así como la mezquita Karadžoz-bey y otras trece mezquitas.

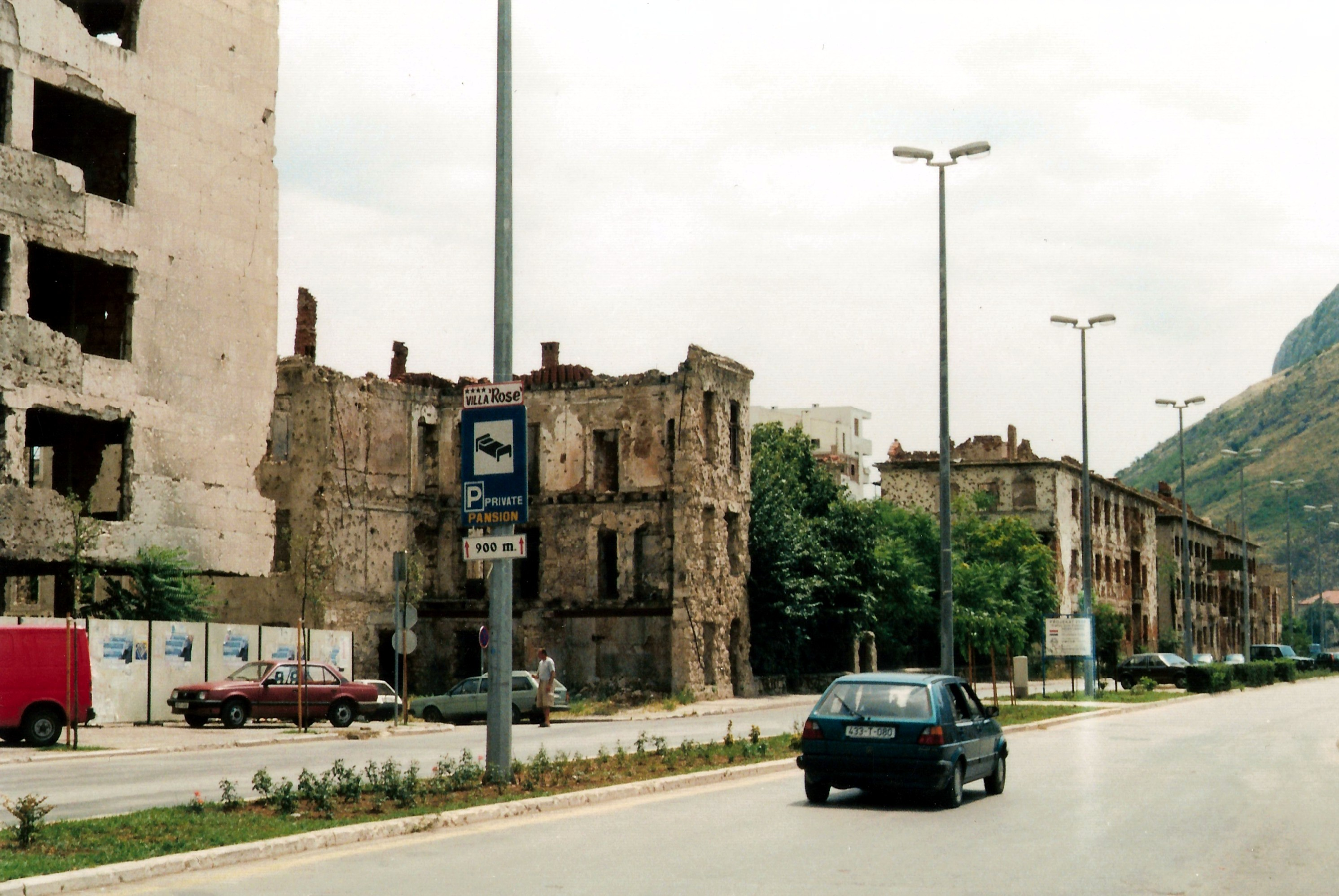
Casas dañadas en Mostar tras el conflicto, en 2001.

A mediados de junio de 1992, después de que la línea de batalla se trasladó hacia el este, el HVO demolió el monasterio ortodoxo serbio Žitomislić así como la Saborna Crkva (Iglesia Ortodoxa de la Catedral), construido en 1863-1873. Durante la guerra de Bosnia de 1992-95, la Catedral Ortodoxa Serbia de la Santísima Trinidad (en serbio: Саборна црква Св. Тројице) y la Iglesia de la Natividad de la Santísima Virgen (Црква Рођења Пресвете Богородице/Crkva Rođenja Presvete Bogorodice), ambas de mediados del siglo XIX, fueron demolidas por el HVO. La catedral también era conocida como la Nueva Iglesia Ortodoxa (Нова православна црква/Nova pravoslavna crkva), mientras que la segunda se conoce como la Iglesia Ortodoxa Antigua (Стара православна црква/Stara pravoslavna crkva).
El 18 de noviembre de 1991, la rama en Bosnia y Herzegovina de la Unión Democrática Croata (HDZ), proclamó la existencia de la República Croata de Herzeg-Bosnia, como un "todo político, cultural, económico y territorial" en Bosnia y Herzegovina. Mostar se dividió en una parte occidental, que estaba dominado por las fuerzas croatas y una parte oriental, donde se concentró el Ejército de la República de Bosnia y Herzegovina en gran medida con la mayoría de la población bosnia expulsada de sus hogares en la parte occidental de la ciudad durante la guerra. Después de la guerra, el TPIY acusó al liderazgo de la República Croata de Herzeg-Bosnia de los crímenes de guerra y contra la humanidad, incluyendo la destrucción del puente Stari Most.

## Demografía

### 1910
- Bosníacos - 7.712 (45.65%)
- Serbios - 4.518 (26.74%)
- Croatas - 4.307 (25.49%)
- Otros - 355 (2.1%)
- Total - 16.892 habitantes

### 1971
- Croatas - 37.782 (39.6%)
- Bosníacos - 33.645 (36.6%)
- Serbios - 15.076 (21.3%)
- Yugoslavos - 1.329 (2.6%)
- Otros - 1.748 (2.0%)
- Total - 89.580 habitantes

### 1991
- Bosníacos - 43.930 (34,85%)
- Croatas - 42.648 (33,83%)
- Serbobosnios - 23.909 (18,97%)
- Yugoslavos - 12.654 (10,04%)
- Otros - 2.925 (2,32%)
- Total - 126.066 habitantes

### 1995
El control político de la ciudad, étnicamente dividida, es igualmente compartido por bosnios y croatas. Durante y después de la guerra, la población serbia se trasladó masivamente, y su número se redujo drásticamente, al igual que el de la población que se identificaba a sí misma como yugoslava.

### 2013
- Croatas - 51.216 (48,37%)
- Bosníacos - 46.752 (44,15%)
- Serbios - 4.421 (4,17%)
- Otros - 3.408 (3,21%)
- Total - 105.797 habitantes[11]

## Clima
Mostar y la zona de Herzegovina en general, tienen más afinidad con la región croata de Dalmacia, que presenta un clima mediterráneo con dos características particulares: está continentalizado, por lo que los inviernos son frescos y los veranos calurosos, con una oscilación anual bastante elevada, de unos 20 °C en el caso de Mostar, y las precipitaciones son muy abundantes, con únicamente dos meses secos en verano. De hecho toda la vertiente adriática oriental (Croacia, Bosnia-Herzegovina, Montenegro y Albania) es la zona más lluviosa del Mediterráneo. En Mostar, situada en el valle del Neretva, el mes más frío es enero, con un promedio de 6 °C, y el mes más cálido es julio, con un promedio de 26 °C. La estación seca es de junio a septiembre y aun así presenta precipitaciones. El resto del año es húmedo y suave.
| Parámetros climáticos promedio de Mostar, Herzegovina                                                               | Parámetros climáticos promedio de Mostar, Herzegovina | Parámetros climáticos promedio de Mostar, Herzegovina | Parámetros climáticos promedio de Mostar, Herzegovina | Parámetros climáticos promedio de Mostar, Herzegovina | Parámetros climáticos promedio de Mostar, Herzegovina | Parámetros climáticos promedio de Mostar, Herzegovina | Parámetros climáticos promedio de Mostar, Herzegovina | Parámetros climáticos promedio de Mostar, Herzegovina | Parámetros climáticos promedio de Mostar, Herzegovina | Parámetros climáticos promedio de Mostar, Herzegovina | Parámetros climáticos promedio de Mostar, Herzegovina | Parámetros climáticos promedio de Mostar, Herzegovina | Parámetros climáticos promedio de Mostar, Herzegovina |
| Mes | Ene.                                                  | Feb.                                                  | Mar.                                                  | Abr.                                                  | May.                                                  | Jun.                                                  | Jul.                                                  | Ago.                                                  | Sep.                                                  | Oct.                                                  | Nov.                                                  | Dic.                                                  | Anual                                                 |
| --- | ----------------------------------------------------- | ----------------------------------------------------- | ----------------------------------------------------- | ----------------------------------------------------- | ----------------------------------------------------- | ----------------------------------------------------- | ----------------------------------------------------- | ----------------------------------------------------- | ----------------------------------------------------- | ----------------------------------------------------- | ----------------------------------------------------- | ----------------------------------------------------- | ----------------------------------------------------- |
| Temp. máx. media (°C)                                                                                               | 8.4                                                   | 10.8                                                  | 14.6                                                  | 19.0                                                  | 24.0                                                  | 27.6                                                  | 31.1                                                  | 30.8                                                  | 26.9                                                  | 21.0                                                  | 14.5                                                  | 9.7                                                   | 19.9                                                  |
| Temp. media (°C) | 5.2                                                   | 7.0                                                   | 10.0                                                  | 13.7                                                  | 18.7                                                  | 21.7                                                  | 24.9                                                  | 24.6                                                  | 21.1                                                  | 16.1                                                  | 10.6                                                  | 6.5                                                   | 15.0                                                  |
| Temp. mín. media (°C)                                                                                               | 1.9                                                   | 3.2                                                   | 5.4                                                   | 8.4                                                   | 12.5                                                  | 15.8                                                  | 18.6                                                  | 18.4                                                  | 15.3                                                  | 11.2                                                  | 6.7                                                   | 3.3                                                   | 10.1                                                  |
| Precipitación total (mm)                                                                                            | 165                                                   | 151                                                   | 150                                                   | 127                                                   | 102                                                   | 78                                                    | 43                                                    | 74                                                    | 96                                                    | 151                                                   | 200                                                   | 179                                                   | 1516                                                  |
| Días de precipitaciones (≥ 0.1 mm)                                                                                  | 13                                                    | 12                                                    | 12                                                    | 13                                                    | 12                                                    | 12                                                    | 7                                                     | 8                                                     | 8                                                     | 11                                                    | 13                                                    | 13                                                    | 134                                                   |
| Horas de sol | 113                                                   | 118                                                   | 155                                                   | 174                                                   | 223                                                   | 252                                                   | 323                                                   | 296                                                   | 230                                                   | 178                                                   | 124                                                   | 114                                                   | 2300                                                  |
| Humedad relativa (%)                                                                                                | 67                                                    | 63                                                    | 62                                                    | 62                                                    | 64                                                    | 61                                                    | 53                                                    | 53                                                    | 60                                                    | 68                                                    | 69                                                    | 68                                                    | 63                                                    |
| Fuente n.º 1: World Meteorological Organisation (UN), Meteorological Institute of Bosnia and Herzegovina (extremes) |                                                       |                                                       |                                                       |                                                       |                                                       |                                                       |                                                       |                                                       |                                                       |                                                       |                                                       |                                                       |                                                       |
| Fuente n.º 2: Deutscher Wetterdienst (humedad, 1973-1992 and sun, 1961-1990)                                        |                                                       |                                                       |                                                       |                                                       |                                                       |                                                       |                                                       |                                                       |                                                       |                                                       |                                                       |                                                       |                                                       |

## Economía

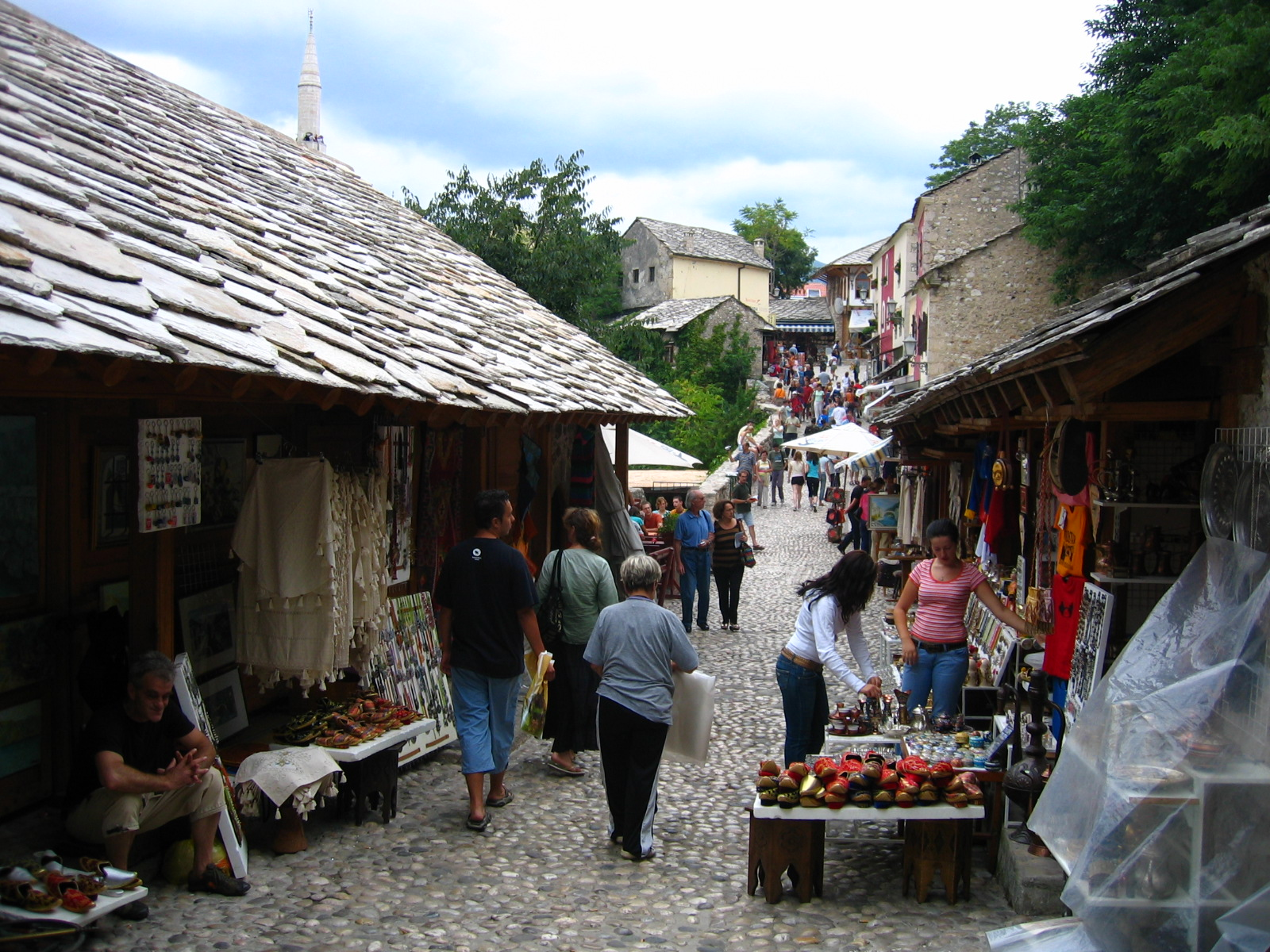
El turismo es uno de los motores de la economía de Mostar.

El desarrollo económico se inició en Mostar con el Imperio austrohúngaro, tras la construcción de una de las más antiguas líneas de ferrocarril de Yugoslavia:La línea de Mostar, de vía estrecha, y que cubría las ciudades de Sarajevo-Mostar-Ploce. 
En la era de la Yugoslavia comunista, la ciudad experimentó un cierto desarrollo, al instalarse en sus proximidades varias industrias de gran desarrollo en dicha era, entre ellas la empresa de entrega de correo Correo croata de Mostar (Hrvatska pošta Mostar), la empresa de telecomunicaciones Telecomunicaciones croatas de Mostar (Hrvatske telekomunikacije Mostar), aparte de una gran industria vinícola con antiquísimas bodegas y la fábrica de aluminios Aluminij, que empleaban a un gran número de trabajadores. Antes de la guerra también hubo otras importantes empresas que fueron cerradas o dañadas: Soko, la fábrica de aviones militares insigne de Yugoslavia, la Fabrika duhana Mostar, industria tabacalera de Mostar y Hepok, industria de productos alimenticios.
Así Mostar se convirtió en el centro económico de la región de Herzegovina. El ferrocarril con ancho de vía estándar, que discurre por la parte oriental de la ciudad, ya está desarrollado y se mejora cada vez más, así como la ampliación de la parte occidental de la ciudad le brindan aires de restauración a la deprimida ciudad. En la parte occidental se construyen nuevos edificios empresariales y residenciales, así como centros comerciales, escuelas y hospitales. Un papel importante en el desarrollo de Mostar lo tuvo la gran empresa constructora en la zona de Mostar: Vranica y Herzegovina.
Las únicas empresas de la antigua Yugoslavia que aún operan son la fábrica de aluminios Aluminij y la SOKO, como proveedora de partes para su principal en Serbia. La producción y fundición de aluminio son ahora, en manos de la compañía Aluminij; la industria más fuerte y más importante dentro del ramo de las exportaciones bosnias. La empresa cada año, bate récords en el número de aluminio producido y aleaciones de aluminio, y colabora con las principales corporaciones automovilísticas y del sector siderúrgico mundial tales como Daimler Chrysler y PSA. La compañía es dirigida por empresarios croatas de Bosnia y tienen una parte importante en la propiedad de esta el gobierno de Croacia y el conglomerado Sibenik TLM.
En Mostar se encuentra la sede de Telecomunicaciones croatas, el operador de telefonía fija y móvil en Bosnia y Herzegovina. El desarrollo del turismo, sobre todo después de la parte antigua de la ciudad, hicieron que la parte antigua de la ciudad quedara incluida en la lista de la Unesco de ciudades patrimonio histórico de la humanidad. También se celebra cada año la Feria Internacional de Mostar, una de las ferias de mayor éxito en Bosnia y Herzegovina. La primera feria se llevó a cabo en 1997. La feria se compone de varias exposiciones más pequeñas: Economía Justa, Feria del Vino, Feria del Libro y variadas muestras gastronómicas.

## Gobierno
La ciudad de Mostar tiene la condición de municipio. El gobierno de la ciudad está encabezado por el alcalde. El actual alcalde de Mostar en 2008 es Ljubo Bešlić, de la Unión Democrática Croata de Bosnia y Herzegovina (HDZ). El Ayuntamiento está integrado por 35 representantes, procedentes de siete coaliciones. Actualmente, el gobierno de la ciudad se divide por igual entre croatas y bosnios. Esto significa que ninguna etnia controla la ciudad.
Según la Constitución, impuesta por el Alto Representante Paddy Ashdown, el 28 de enero de 2004 después de que los políticos locales no lograron llegar a un acuerdo, el alcalde de Mostar tiene que ser elegido por el consejo de la ciudad con mayoría de 2/3. Ashdown abolió los seis municipios que fueron divididos en partes iguales entre los bosnios y los croatas y los reemplazó con seis unidades electorales, librando a Mostar de las instituciones y los costos duplicados. En el proceso de Ashdown también redujo el número de funcionarios electos de 194 a 35. De acuerdo con la constitución de las naciones constitutivas de Bosnia y Herzegovina (bosnios, croatas y serbios) se les garantiza un mínimo de cuatro escaños y un máximo de 15 escaños. 18 diputados son elegidos por las unidades electorales: tres diputados de cada distrito y los diputados 15 son elegidos a nivel de toda la ciudad. Esta medida fue rechazada por el Partido de Acción Democrática (SDA) y la Unión Democrática Croata (HDZ).
En octubre de 2008, hubo elecciones para el concejo de la ciudad. Los ganadores relativos fueron HDZ BiH con el mayor número de votos. Sin embargo, ninguna de las partes tenía los votos suficientes para asegurar la elección del alcalde de su partido. El ayuntamiento se reunió 16 veces sin éxito. Finalmente, la Oficina del Alto Representante fue involucrado y el Alto Representante hizo algunos cambios menores en el Estatuto de la ciudad. Después de ello, Ljubo Bešlić, como candidato de la Unión Democrática Croata, fue reelegido como alcalde.
En una encuesta del 26 de enero organizada por la comunidad internacional, el 75 por ciento de los ciudadanos de Mostar, dijo que apoyan la idea de una ciudad unificada.
En 2011, el Tribunal Constitucional declaró vigente Estatuto de la ciudad de Mostar como inconstitucional, porque el número de diputados de los distritos de la ciudad no coincide con el número de votantes en cada distrito. La ciudad está esperando que el nuevo Estatuto que se cree, y muchos creen que tal cosa tendrá que ser llevado por OAR. En noviembre de 2011, Roderick W. Moore, el director Adjunto del Alto Representante, hicieron hincapié en la importancia de los actos urgentes para la adopción del nuevo Estatuto constitucional.

## Educación
Mostar tiene diversas instituciones educativas. Estos incluyen la Universidad de Mostar, de la Universidad Džemal Bijedić de Mostar, el Colegio del Mundo Unido en Mostar, diecinueve escuelas superiores y veinticuatro escuelas primarias. Las escuelas superiores incluyen dieciséis escuelas de formación profesional y tres gimnasios.

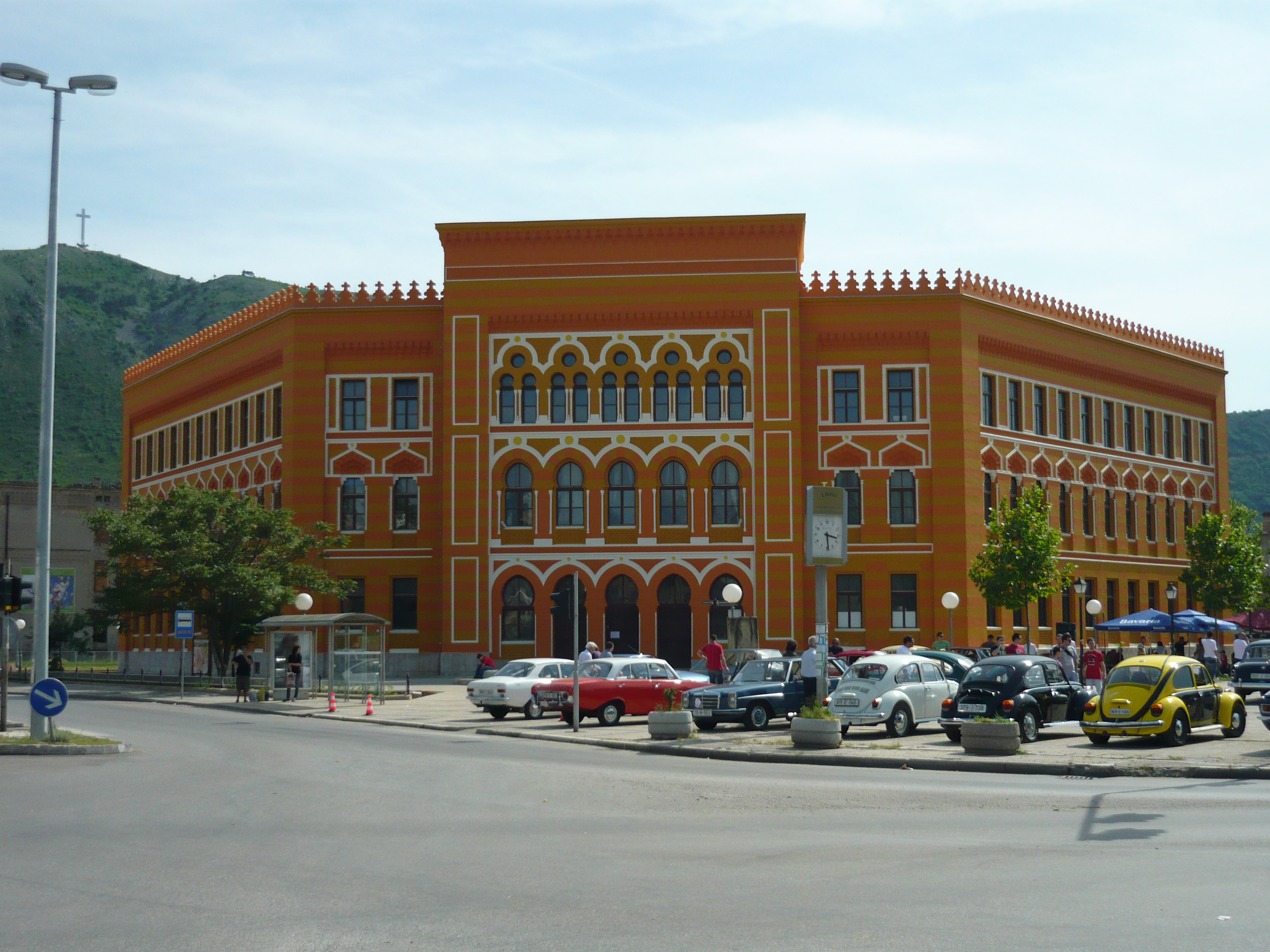
Gimnazija Mostar, un gymnasium de Mostar.

La Universidad Džemal Bijedić es la más antigua de las dos universidades estatales y se compone de ocho facultades. Emplea alrededor de 250 profesores y miembros de personal. Según la Oficina Federal de Estadística, la Universidad Džemal Bijedić tenía 4710 alumnos matriculados durante el año académico 2010/2011.
La reforma nacional de educación superior y la firma del Proceso de Bolonia ha obligado a las universidades a dejar de lado su rivalidad hasta cierto punto, y tratar de ser más competitivos a nivel regional.
La Universidad de Mostar (en croata: Sveučilište u Mostaru; en latín: Universitas Studiorum Mostariensis) es la universidad más grande de la ciudad y la única universidad en idioma croata de Bosnia y Herzegovina. La Escuela Franciscana de Teología, que fue fundada en 1895 y cerrada en 1945, fue la primera institución de educación superior en Mostar. Hoy en día el sello de la Universidad muestra la construcción del Monasterio de los Franciscanos.
A partir de 2010-11 la Universidad de Mostar tenía 9431 alumnos matriculados en diez facultades, por lo que es la universidad más grande de la ciudad.

## Cultura
La ciudad destaca en las esferas del arte, gastronomía, música, teatro, museos y literatura. Es cuna de muchos artistas famosos como Aleksa Santic, Osman Đikić, Vladimir Ćorović, Svetozar Ćorović, Elisabeth Radó, Ivan Zovko, Predrag Matvejević, Himzo Polovina, Zlatko Ugljen y Grga Martić. Mostar también celebra ampliamente tradiciones populares y aparece con frecuencia como escenario de libros, películas y programas de televisión.

### Festivales
Dani Matice Hrvatske es uno de los importantes eventos culturales de la ciudad y es comúnmente patrocinado por el Gobierno de Croacia y el Gobierno de la Federación de Bosnia y Herzegovina. El verano de Mostar es otro evento que agrupa las Veladas poéticas Šantić, el Festival de Verano de Mostar y el Festival de Bosnia y Herzegovina de coros o conjuntos. En Mostar también se organiza el festival de música Melodije Mostara (Melodías de Mostar), que se viene celebrando anualmente desde 1995. Entre los festivales de teatro más notables se incluyen Mostarska Liska (organizado por el Teatro Nacional de Croacia) y el Festival Internacional de Autores Poéticos (organizado por el Teatro Juventud de Mostar).

### Gastronomía
La cocina de Mostar mantiene un equilibrio entre las influencias occidentales y las orientales. La gastronomía tradicional de Mostar está estrechamente relacionada con Turquía, Oriente Medio y el Mediterráneo. Sin embargo, debido a los años de dominio austriaco ha recibido también muchas influencias culinarias de Europa Central. Algunos de los platos más famosos son cevapcici, burek, sarma, japrak, musaka, dolma, sujuk, saco, đuveč y sataraš. Famosos postres locales son el baklava, hurmasice, sutlijaš, tulumbe, tufahije y šampita.

### Arquitectura

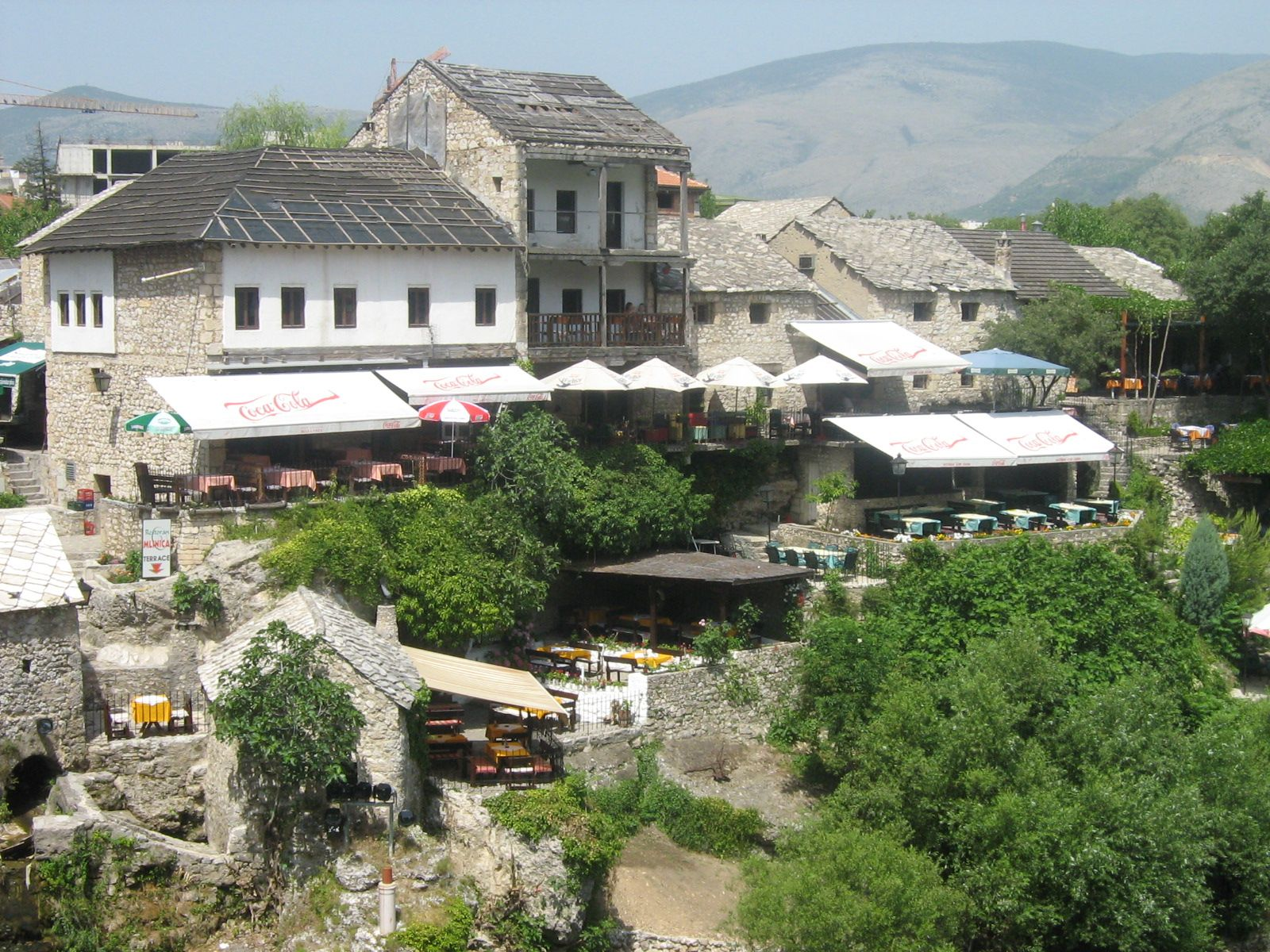
Stari Grad

Mostar tiene notables edificios de arquitectura en una amplia gama de estilos. A pesar de que Mostar fue oficialmente parte del Imperio otomano hasta el tercer trimestre del siglo XIX, todos los territorios que más tarde se convertirían en Bosnia y Herzegovina disfrutaron de una inusual arquitectura independiente y sin el influjo otomano en el siglo XVIII y la mayor parte del siglo XIX. Los estilos arquitectónicos historicistas reflejaron el interés cosmopolita, exhibieron las tendencias estéticas y se fusionaron con estilos de arte autóctonos. Algunos ejemplos son la iglesia franciscana de estilo italiano, la casa otomana Muslibegovića, la Casa Dalmacia de Corovic y una iglesia ortodoxa que fue construido como regalo del Sultán.
Los otomanos utilizaban arquitectura monumental para afirmar, ampliar y consolidar sus posesiones coloniales. Los administradores y burócratas —muchos de ellos pueblos autóctonos que se convirtieron del cristianismo al islam— fundaron complejos de mezquitas que, generalmente, incluyen escuelas coránicas, comedores de beneficencia o mercados.

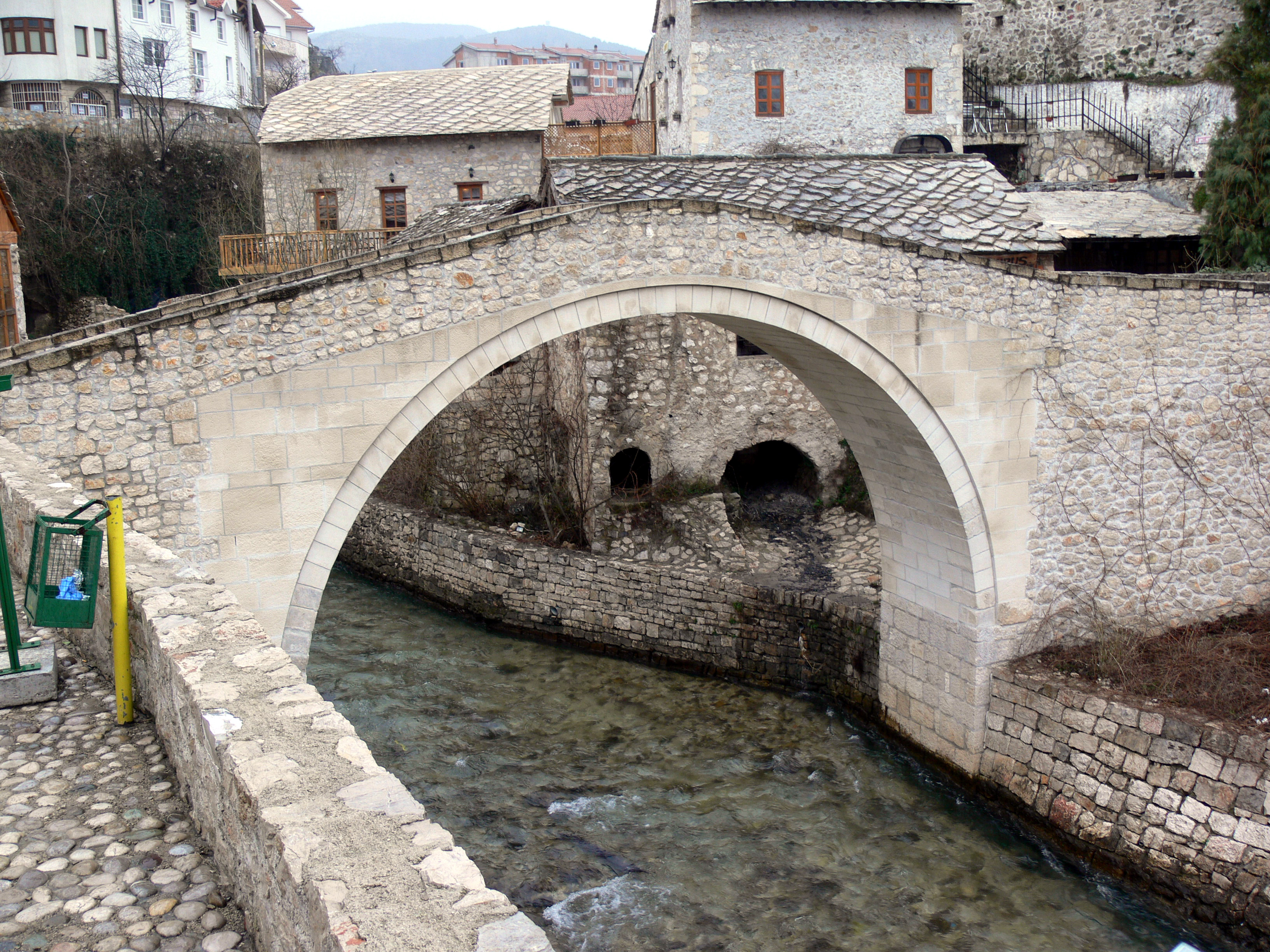
Antiguo puente "Kriva Ćuprija".

De las trece mezquitas originales que datan de los siglos XVI y XVII, siete se han perdido durante el siglo XX por razones ideológicas o por los bombardeos de la guerra. Una de las dos iglesias ortodoxas del siglo XIX también ha desaparecido, mientras que la sinagoga de principios del siglo XX, después de sufrir graves daños en la Segunda Guerra Mundial, se convirtió en un teatro. Varias posadas otomanas también sobrevivieron junto con otros edificios de este período de la historia de Mostar, tales como fuentes y escuelas.
La mayoría de los edificios administrativos datan de la época austrohúngara y tienen características neoclásicas y secesionistas. Un número de casas supervivientes del período otomano tardío demuestra las características de los componentes de este tipo de arquitectura doméstica, con el piso superior dedicado para uso residencial, sala, patio pavimentado y terraza en uno o dos pisos. Las casas residenciales de finales del siglo XIX son en su mayoría también de estilo neoclásico.

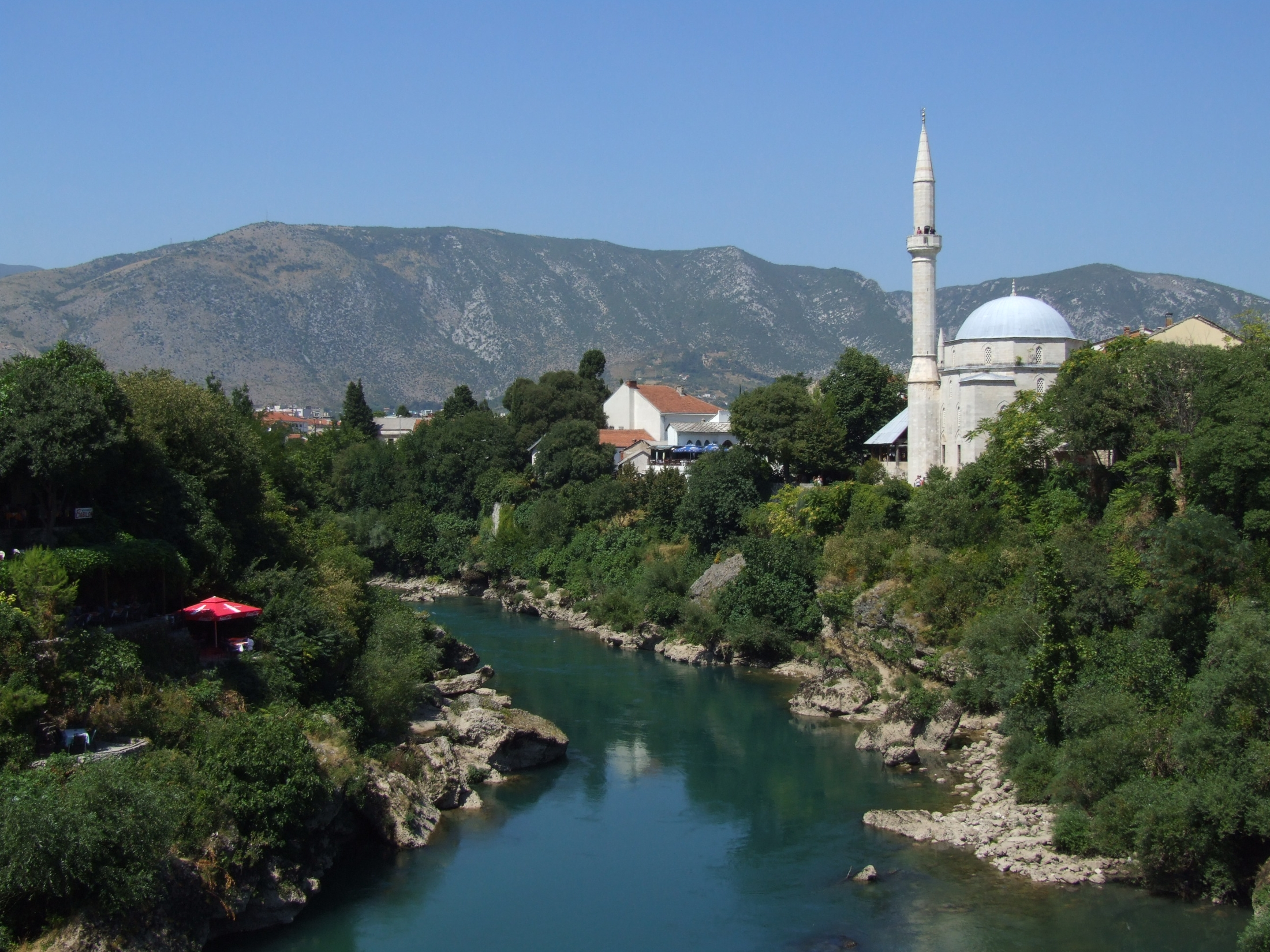
El río Neretva y la mezquita Koski Mehmed Paša (derecha).

Aún existen algunos edificios de comercio y artesanía, sobre todo algunas tiendas de bajos en madera o piedra, bodegas de piedra, y un grupo de curtiembres antiguos alrededor de un patio abierto. Una vez más, los edificios comerciales del siglo XIX son predominantemente neoclásicos. Una serie de elementos de las fortificaciones de los primeros son visibles, como la Torre Hercegusa, que data de la época medieval, mientras que los edificios otomanos de defensa están representados por las torres Halebinovka y Tara, las torres de vigilancia en los extremos del puente viejo y un tramo de las murallas.
Durante el período de gobierno austrohúngaro (1878-1918), el Consejo de la ciudad de Mostar cooperó con la monarquía austrohúngara para poner en práctica las reformas radicales en la planificación de la ciudad: amplias avenidas y una trama urbana se impusieron en la orilla occidental del Neretva, e importantes inversiones se realizaron en infraestructura, comunicaciones y vivienda. Administradores de la ciudad como Mustafa Mujaga Komadina fueron actores centrales en estas transformaciones, lo que facilitó el crecimiento y la vinculada a las orillas orientales y occidentales de la ciudad. Ejemplos notables de arquitectura austrohúngara incluyen el edificio de la Municipalidad, el cual fue diseñado por el arquitecto Josip Vancas de Sarajevo, los distritos residenciales de todo el Rondo y el gymnasium de 1902 diseñado por Franz Blazek.

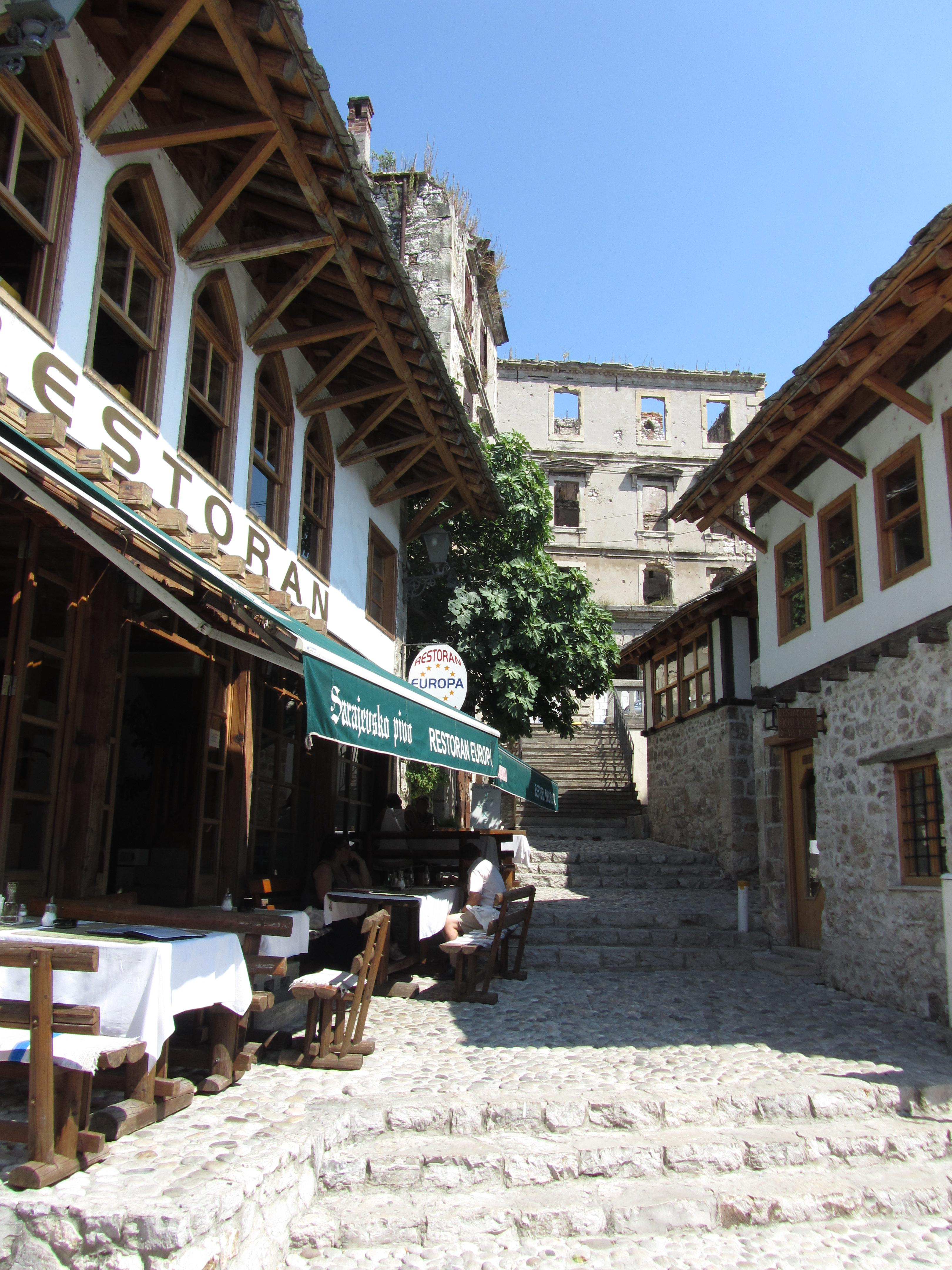
Arquitectura típica del centro de Mostar.

Entre 1948 y 1974 la base industrial se amplió con la construcción de una fábrica de metalurgia, textiles de algodón de las fábricas, y una planta de aluminio. Los trabajadores cualificados, tanto hombres como mujeres, ingresaron a la fuerza de trabajo y el perfil social y demográfico de la ciudad se amplió dramáticamente, entre 1945 y 1980, pasando la población de Mostar de 18 000 a 100 000 habitantes.
Debido a que la ribera oriental de Mostar estaba gravada por una infraestructura inadecuada, la ciudad se expandió en la orilla occidental con la construcción de grandes bloques de viviendas. Los arquitectos locales favorecieron la construcción de repetitivos módulos prefabricados de una austera estética modernista. Los edificios comerciales de estilo funcionalista aparecieron en el lado histórico del este de la ciudad, sustituyendo las construcciones de madera más íntimas que había sobrevivido desde la época otomana. En los años 1970 y 1980, se impulsó una economía local saludable por la inversión extranjera impulsó el reconocimiento y la conservación del patrimonio cultural de la ciudad. Posteriormente el ayuntamiento implementó un plan económico sostenible para preservar el casco antiguo de Mostar, que atrajo a miles de turistas de la costa del Adriático y fortaleció la economía de la ciudad. Los resultados de este proyecto de diez años ganó el Premio Aga Khan de Arquitectura en 1986.
El puente más antiguo de un solo arco de piedra en Mostar, el Kriva Cuprija ("Puente inclinado"), fue construido en 1558 por el arquitecto otomano Cejvan Kethoda. El Stari Most fue terminado en 1566 y fue aclamado como uno de los mayores logros arquitectónicos en los Balcanes controlados por el Imperio otomano. Este puente de un solo arco de piedra es una réplica exacta del puente original que representaba más de 400 años y que fue diseñado por Hajrudin, un alumno del gran arquitecto otomano Sinan. Se extiende por 28,7 metros del río Neretva, 21 metros sobre el nivel del agua en verano. Las torres Halebija y Tara siempre albergaron a los guardianes del puente y durante los tiempos otomanos también fueron utilizados como depósitos de municiones. El arco es un semicírculo perfecto de 8,56 m de ancho y 4,15 m de altura. La fachada y la bóveda estaba hecha de cubos de piedra regulares incorporados en capas horizontales a lo largo de toda la bóveda. El espacio entre la bóveda, los muros frontales y el camino estaba lleno de piedras agrietadas. El camino del puente y las calles cercanas están pavimentadas con adoquines, como las principales vías de la ciudad, y se construyeron escalones de piedra para que la gente pudiera subir al puente por uno y otro lado. Durante el conflicto armado entre bosnios y croatas en la guerra de Bosnia en la década de 1990, el puente fue destruido por el Consejo de Defensa Croata.
La Mezquita Cejvan Cehaj, construido en 1552, es la mezquita más antigua de Mostar. Más tarde, se construyó una madrasa (escuela islámica) en el mismo recinto. El gran bazar Kujundziluk lleva el nombre de los orfebres que tradicionalmente creaban y vendían sus productos en esta calle, y todavía se venden pinturas auténticas y esculturas de cobre o bronce del Stari Most, las granadas (el símbolo natural de Herzegovina) o los famosos stećaks (lápidas medievales).
La mezquita Koski Mehmed Paša, construida en 1617, está abierto a los visitantes. El minarete también está abierto al público y es accesible desde el interior de la mezquita. Justo en la esquina de la mezquita está el mercado de Tepa. Este ha sido un mercado muy ocupado desde la época otomana. Ahora vende sobre todo productos frescos cultivados en Herzegovina y, en temporada, los higos y las granadas son muy populares. La miel local es también una especialidad importante y se produce en todo Herzegovina.

### Turismo
Mostar es uno de los destinos turísticos más importantes del país. Cuenta con un aeropuerto internacional, así como estación de trenes y de autobuses. El casco antiguo es la parte más visitada de la ciudad, ya que es donde se puede ver el famoso puente rodeado de las calles medievales ya reconstruidas, que cuentan con decenas de pequeñas tiendas de artesanía propia del lugar. En el centro de la ciudad se encuentra la Plaza de España, la plaza más grande de la ciudad, que fue construida por el gobierno de Bosnia y Herzegovina en homenaje a los militares españoles caídos en acto de servicio durante la misión en el país durante la Guerra de Bosnia.

## Deportes
El deporte más popular en Mostar es el fútbol. Los dos equipos más célebres son el HŠK Zrinjski Mostar y el FK Velež Mostar. Desde 2006 ambos equipos compiten en la Premijer Liga de Bosnia y Herzegovina. El estadio Bijeli Brijeg y Vrapčići son los dos principales estadios de fútbol de la ciudad. 
En baloncesto, el HKK Zrinjski Mostar compite en la máxima categoría nacional, mientras que el Zrinjski Banner lo hace en la liga de balonmano.